# Hossein Derakhshan
Hossein Derakhshan (Teheran, 7 gennaio 1975) è un giornalista e blogger iraniano, imprigionato per 6 anni dal regime islamico. Considerato il padre del blogging iraniano, è stato tra i primi a diffonderlo nel paese. Ha inoltre dato il via alla pratica del podcasting in Iran. 
Arrestato il 1º novembre 2008 e condannato a 19½ anni di carcere il 28 settembre 2010. La sua pena è stata ridotta a 17 anni nell'ottobre 2013. Graziato dalla Guida suprema Ali Khamenei, il 19 novembre 2014 è stato rilasciato dalla prigione di Evin..

## Biografia
Derakhshan ha iniziato la sua formazione presso la Nikan High School di Teheran. Ha conseguito una laurea in sociologia presso la Shahid Beheshti University della capitale, per poi studiare sociologia presso l'Università di Toronto.
Inizia la sua carriera da giornalista su Internet per il giornale riformista Asr-e Azadegan nel 1999. Il giornale viene poi chiuso dal sistema giudiziario, e Hossein passa a Hayat-e No. La sua colonna era chiamata Panjere-i roo be Hayaat ("una finestra sulla vita", in riferimento al film di Alfred Hitchcock La finestra sul cortile), e si occupava di cultura digitale, internet e giochi per computer.
Nell'agosto 2006 ha pubblicato un articolo nella sezione Columns & Blogs del Washington Post in cui appoggiava il conseguimento da parte dell'Iran di un arsenale nucleare come deterrente di fronte a una possibile invasione da parte delle potenze globali, dopo aver normalizzato le relazioni con gli Stati Uniti e Israele; dopo la sua condanna in carcere ha appoggiato l'Accordo sul nucleare iraniano.
Derakhshan ha scritto nel suo blog nel dicembre 2006: "Se gli Stati Uniti attaccassero l'Iran, nonostante tutti i miei problemi con la Repubblica Islamica, tornerei a combattere questi bastardi... Non posso permettermi di stare a sedere e guardarli rendere Teheran come Baghdad." In seguito ha pubblicato un commento su The Guardian, intitolato "Stop Bulliying Iran", in cui difende il suo paese.

## Arresto
Il 1º novembre 2008 Derakhshan è stato arrestato nella sua casa di famiglia a Teheran. Durante il mese di novembre, gli furono concesse quattro chiamate alla sua famiglia, ciascuna della durata di circa un minuto.
Il 18 novembre, la comunità anti-censura Global Voices Online ha pubblicato un articolo sull'arresto di Derakhshan. Pochi giorni dopo, il The Times londinese pubblicò un rapporto in cui affermava che Derakhshan era stato arrestato per spionaggio a favore di Israele. Amnesty International ha ipotizzato l'accusa di "oltraggio alla religione".
Il 30 dicembre, Alireza Jamshidi, portavoce del sistema giudiziario iraniano, ha confermato l'arresto di Derakhshan, ma non ha menzionato alcuna accusa riguardante Israele. Jamshidi ha detto che Derakhshan era sotto la custodia della Corte Rivoluzionaria Islamica e che Derakhshan è accusato di aver scritto riguardo temi religiosi.
Diciannove blogger iraniani hanno pubblicato una lettera "condanniamo categoricamente le circostanze che circondano l'arresto e la detenzione di Derakhshan e chiediamo il suo rilascio immediato". Ad aprile 2009 il New York Times riferiva che Derakhshan era ancora detenuto senza accuse.
Anche il padre di Derakhshan, Hassan, scrisse una lettera pubblica al capo della magistratura chiedendo il rilascio di Derakhshan, e rese note le torture a cui era sottoposto il figlio.
Graziato da Ali Khamenei nel 2014, viene liberato dal carcere il 19 novembre.